# Iwan Lewynskyj

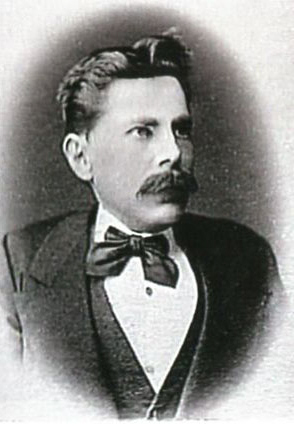
Iwan Lewynskyj als junger Mann

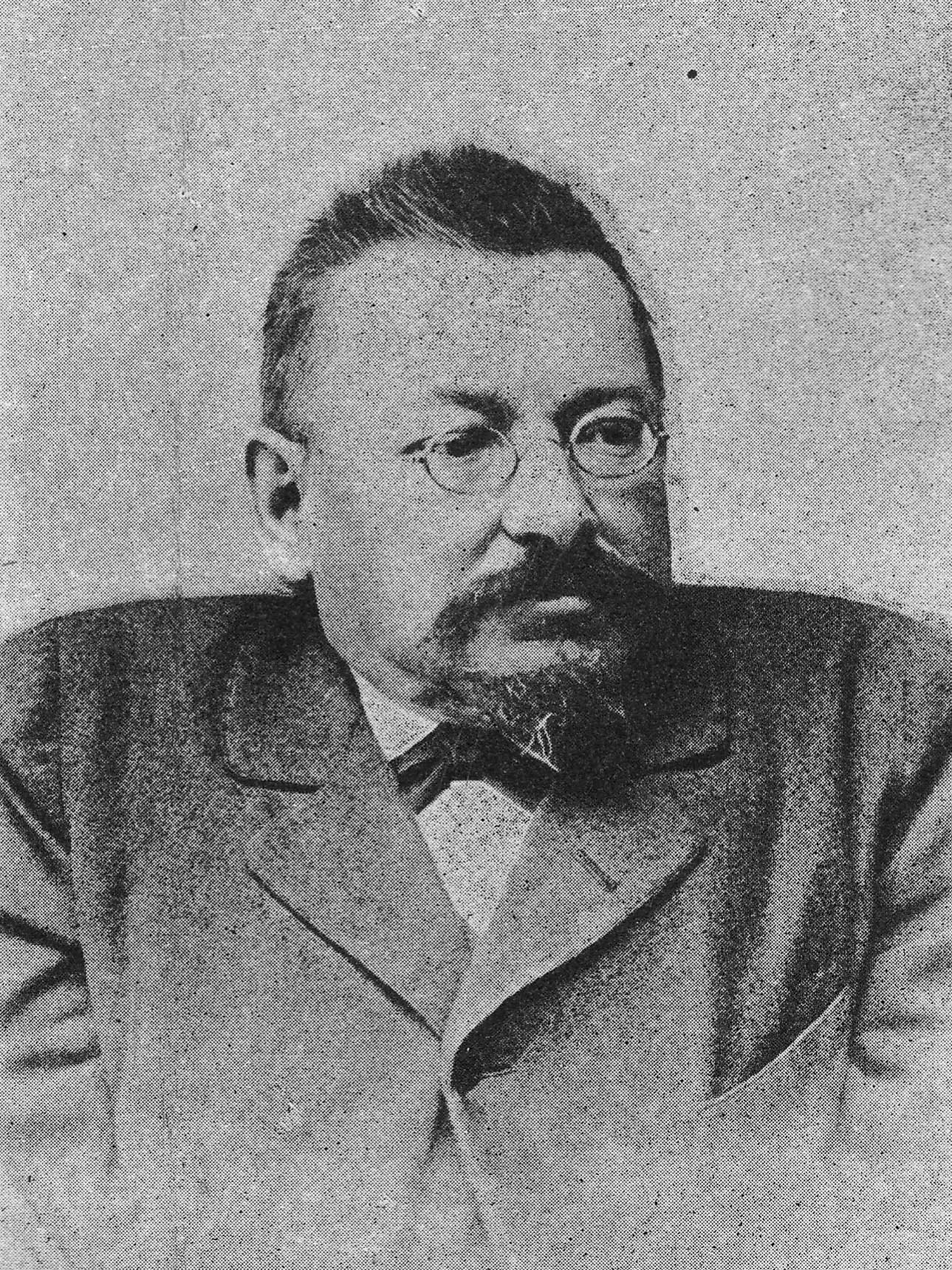
Iwan Lewynskyj vor 1902

Iwan Iwanowytsch Lewynskyj (ukrainisch Іван Іванович Левинський, polnisch Jan Lewiński, deutsch Johann Lewiński; * 6. Juli 1851 in Dolyna, Österreich-Ungarn (heute Oblast Iwano-Frankiwsk, Ukraine); † 4. Juli 1919 in Lwiw) war ein ukrainischer Architekt, Lehrer und Unternehmer.

## Leben und Wirken
Iwan Lewynskyj wurde als Sohn des Direktors einer ukrainischen Volksschule geboren und gehörte väterlicherseits einem Adelsgeschlecht des Wappens Sas an. Die Familie seiner Mutter Josepha (geb. Hauser) war deutscher Herkunft mit Wurzeln in Bayern. Nach dem Tod ihres Mannes im Jahr 1859 zog Josepha Lewynska mit ihren Kindern nach Stryj, wo sie arbeiten musste. Dort besuchte Lewynskyj die Volksschule und arbeitete als Kirchensänger. Später wechselte er nach Lwiw, wo er die Realschule abschloss. 1868 begann er ein Studium an der Bauabteilung der Technischen Akademie Lemberg (heute Nationale Polytechnische Universität Lwiw), erwarb 1874 sein Architekturdiplom mit Auszeichnung und war anschließend dort als Assistent tätig.
1881 erhielt Iwan Lewynskyj die Baugenehmigung der galizischen Statthalterschaft, eröffnete ein Architekturbüro und gründete kurz darauf eine Fabrik für Baumaterialien. Sein erstes bedeutendes Projekt war das Villenviertel Kasteliwka in Lwiw, das er gemeinsam mit Julian Zachariewicz, dem Leiter der Lemberger Architekturschule und seinem ehemaligen Lehrer, ausführte. 1889 gründete er mit Unterstützung von Julian Zachariewicz und Oleksander Domasewytsch eine Fabrik für Kachelöfen. Kurze Zeit später wurde er auch Eigentümer einer Kunstkeramikfabrik, um die herum allmählich eine Fabriksiedlung für kunsthandwerkliche Produktion entstand. Die Firma von Lewynskyj war die erste in Galizien, die Stahlbetonkonstruktionen im Bau verwendete sowie Gipsplatten für den Bau von Trennwänden einsetzte. 1899 wurde dort erstmals in der Ukraine ein Patent für Gipsherstellung angemeldet.
1894 heiratete Lewynskyj Maria Bronikowska, aus der Ehe gingen zwei Kinder hervor: Stepan und Maria. 1901 übernahm er den Lehrstuhl für angewandten Bau an der Lemberger Polytechnischen Schule, wurde 1903 außerordentlicher und 1909 ordentlicher Professor und amtierte 1913/14 als Dekan der Bauabteilung.
1894 entwarf Lewynskyj gemeinsam mit Julian Zachariewicz den Pavillon der ukrainischen Gesellschaften für die Allgemeine Landesausstellung im Stryjskyj-Park in Lwiw. Im selben Jahr baute er das erste medizinische Gebäude der Franz-Josephs-Universität und nahm als Bauleiter an dessen Eröffnung in Anwesenheit Franz Josephs I. teil. Von 1897 bis 1900 verantwortete er den Bau der Lemberger Oper (Architekt Zygmunt Gorgolewski) und erhielt 1898 das Goldenen Verdienstkreuz mit der Krone. Zwischen 1898 und 1904 leitete er den Bau des Industriemuseums nach Plänen von Józef Kajetan Janowski und Leonard Marconi, von 1899 bis 1910 wirkte er am Bau des Hotels George (Fellner & Helmer) mit. 1900 wurde ein im Volksstil gefertigter Ofen aus seiner Fabrik auf der Pariser Weltausstellung präsentiert. 1901–1904 errichtete Lewynskyj den neuen Hauptbahnhof Lwiw (mit Tadeusz Obmiński, Władysław Sadłowski und Alfred Zachariewicz), 1905–1906 das Gebäude der Versicherungsgesellschaft „Dnister“ (heute Ruska-Straße 20). Er baute außerdem Sanatorien und Krankenhäuser in Worochta, Solotschiw, Kolomyja, Salischtschyky, Horodenka und Ternopil. 1892 und 1894 organisierte er die ersten Ausstellungen des Fabrikgewerbes in Lwiw, 1912 eine weitere in Kolomyja. Er entwarf auch Sakralbauten, darunter die Erzengel-Michael-Kirche in Pidberiszi sowie die Kapelle, die von Modest Sossenko ausgemalt wurde. 1912 wurde Lewynskyj auf der Ausstellung in Odessa mit einer Goldmedaille geehrt.
Lewynskyj war einer der Pioniere des industriellen Bauens in der Ukraine. Seine Firma umfasste den gesamten Bauprozess von der Planung bis zur Ausführung kleinster Details und wuchs stetig. Insgesamt realisierte seine Firma rund 40 eigene Bauten in Lwiw und etwa 50 weitere in Kooperation mit anderen Architekten. Vor dem Ersten Weltkrieg beschäftigte Lewynskyj etwa 1.000 Mitarbeiter und ließ auf eigene Kosten Arbeiterwohnhäuser und Volksküchen errichten. Zudem finanzierte Lewynskyj ein Internat für Waisen und Bedürftige, stiftete zusammen mit Julian Zachariewicz ein Grundstück für ein Studentenwohnheim und unterstützte den Bau zahlreicher Gebäude für die Ukrainische Pädagogische Gesellschaft und andere Organisationen. Neben dem Bauwesen war er auch in der Lebensmittelproduktion und Torfgewinnung tätig. In seinem Werk verband Lewynskyj stilistische Prinzipien des Jugendstils mit Elementen der ukrainischen Volksarchitektur. Er arbeitete überwiegend im Stil der ukrainischen Moderne und griff dabei auf traditionelle Baukunst der Huzulen-, Bojken- und Dnipro-Region zurück. Charakteristisch für seine Bauten ist die Keramikgestaltung von Fassaden und Innenräumen: Majolika-Ornamente, Friese, Gesimse, Relief-Fliesen, Böden mit Mettlacher Platten, dekorative Kachelöfen sowie Vasen, Teller und Majolika-Tondi gehörten zum typischen Erscheinungsbild.
Lewynskyj arbeitete mit den Gesellschaften „Proswita“ und „Silskyj hospodar“ zusammen, war Vorstandsmitglied des Nationalmuseums in Lwiw, stellvertretender Vorsitzender der Politechnischen Gesellschaft sowie Mitglied des Ukrainischen Technischen Vereins, des Vereins Ukrainischer Techniker und Industrieller, des Ukrainischen Keramikzirkels, der Liga für industrielle Förderung und weiterer Organisationen. Er initiierte die Gründung des Ukrainischen Pädagogischen Vereins, für den er auf eigene Kosten ein Vereinsgebäude, Schulen, Internate, Gymnasien und Lesesäle errichten ließ. Zudem förderte er junge Dichter, Schriftsteller, Künstler und Musiker finanziell.
Nach dem Ausbruch des Ersten Weltkriegs 1914 besetzten russische Truppen Lwiw, durchsuchten Lewynskyjs Fabriken und beschlagnahmten Material. Er selbst wurde mehrfach zu Verhören vorgeladen. Am 20. Juni 1915 wurde Iwan Lewynskyj von der russische Besatzungsmacht nach Kursk deportiert, von wo er später nach Kiew fliehen konnte. Dort errichtete er in der Pawliwska-Straße (heute Wolodymyr-Wynnytschenko-Straße) eine Holzkirche im Huzulenstil für galizische Kriegsgefangene (1934 vom Sowjetregime abgerissen). 1918 kehrte er nach Lwiw zurück, verlor jedoch nach seiner Weigerung, den Treueeid auf Polen zu leisten, seine Professur.
Iwan Lewynskyj starb in Lemberg und wurde auf dem Lytschakiwski-Friedhof im Feld 73 beigesetzt.

## Werke (Auswahl)

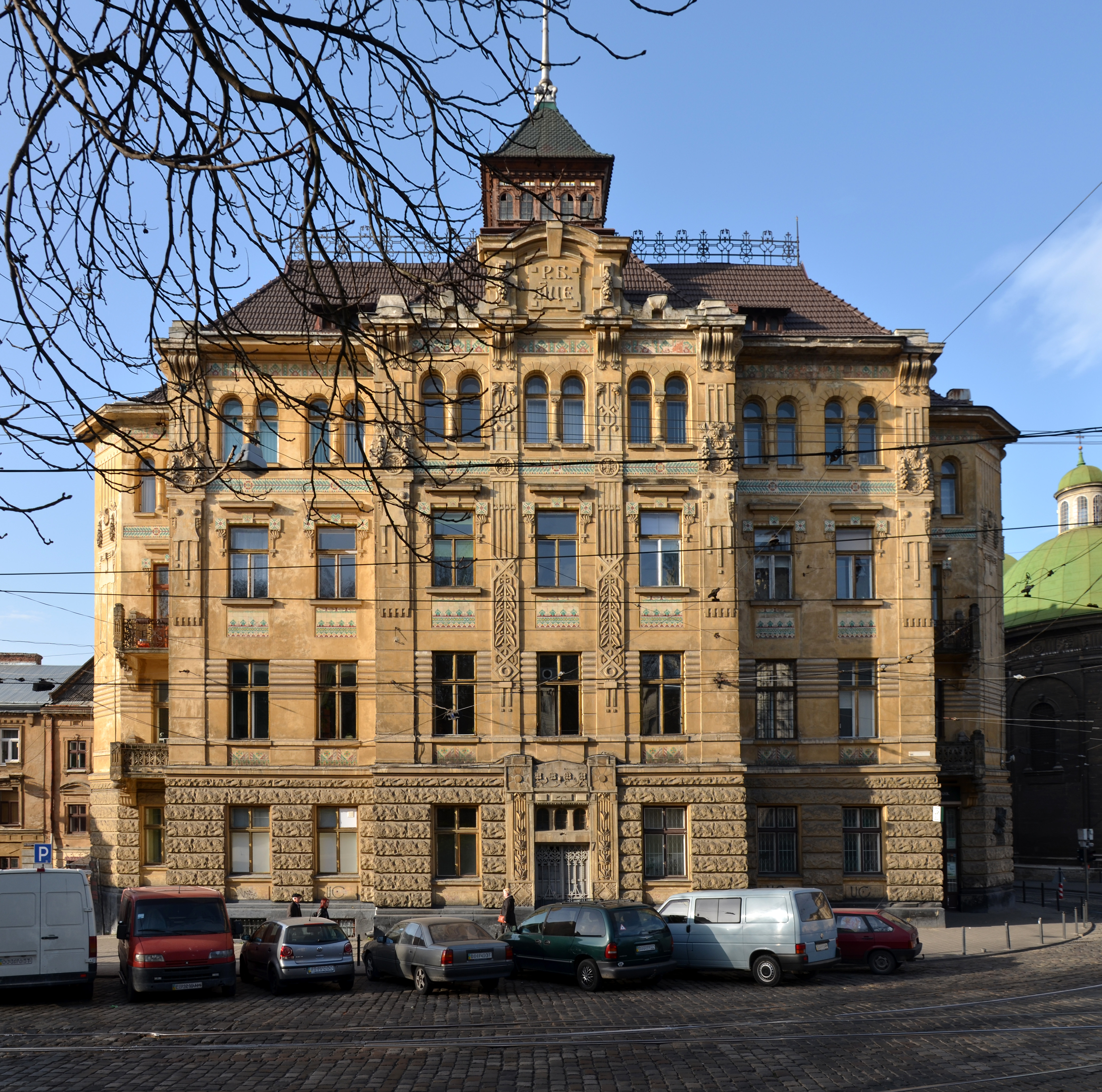
Gebäude der Versicherungsgesellschaft „Dnister“
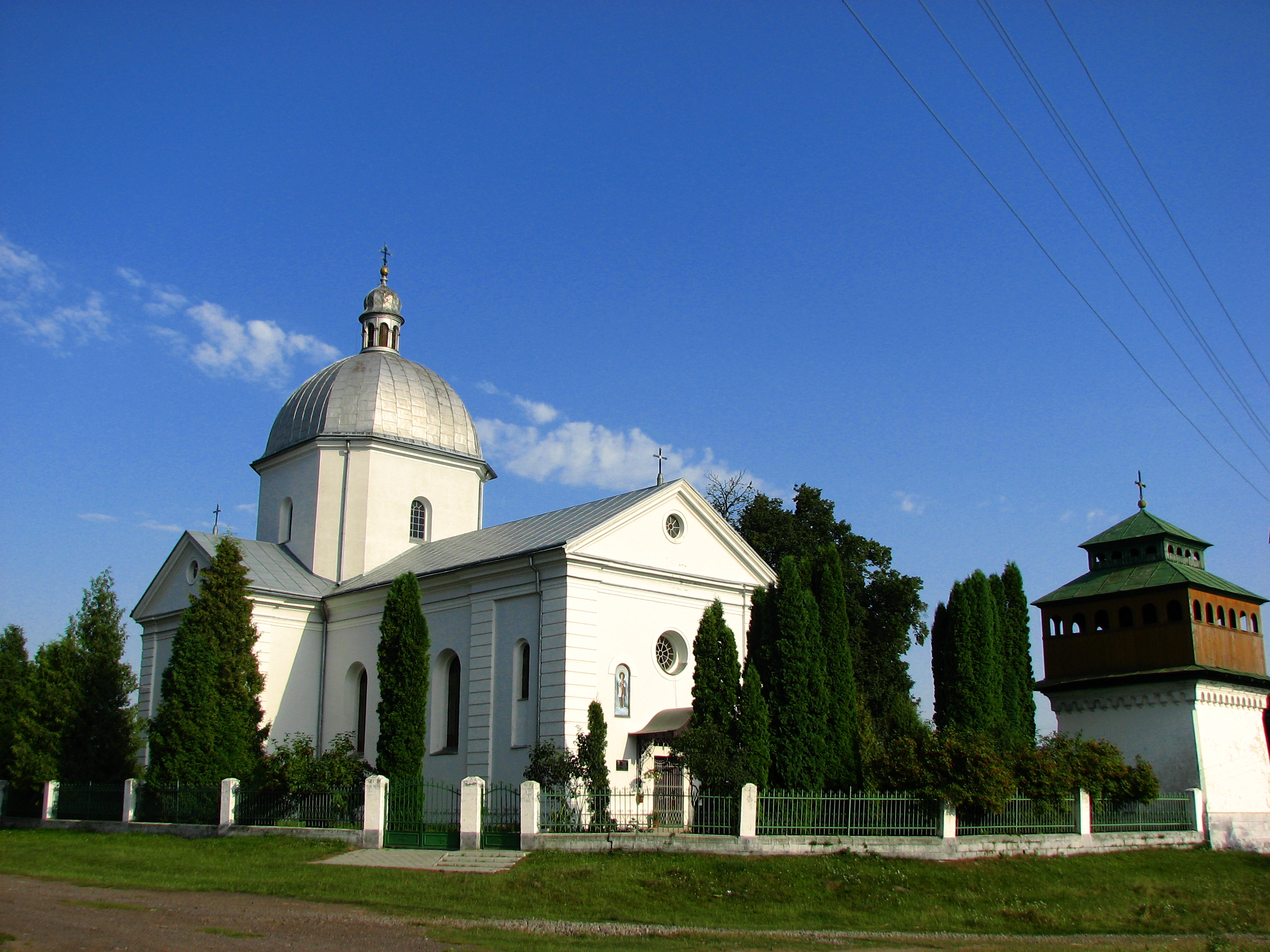
Erzengel-Michael-Kirche in Pidberiszi
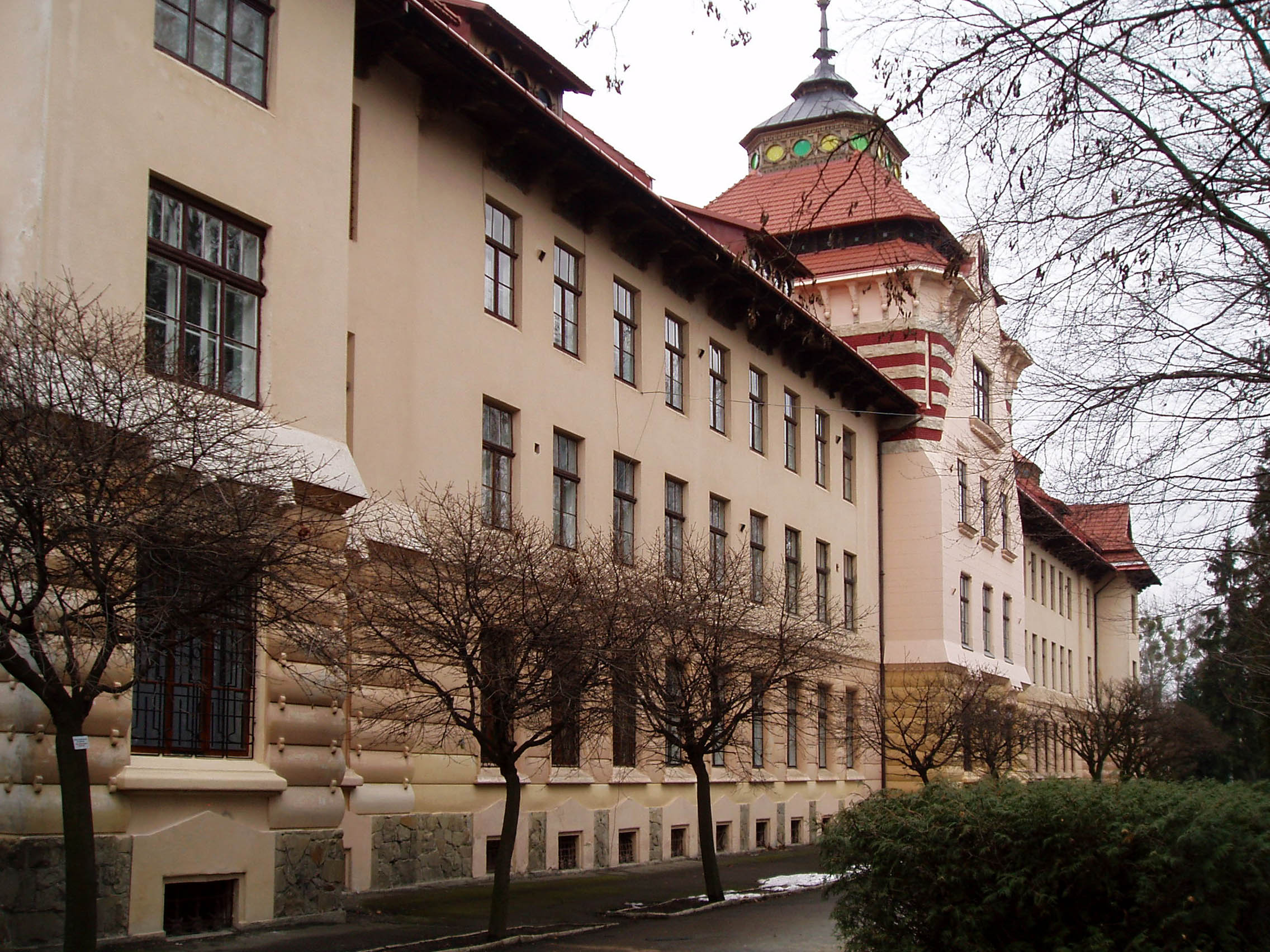
Internat des Ukrainischen Pädagogischen Vereins in Lwiw
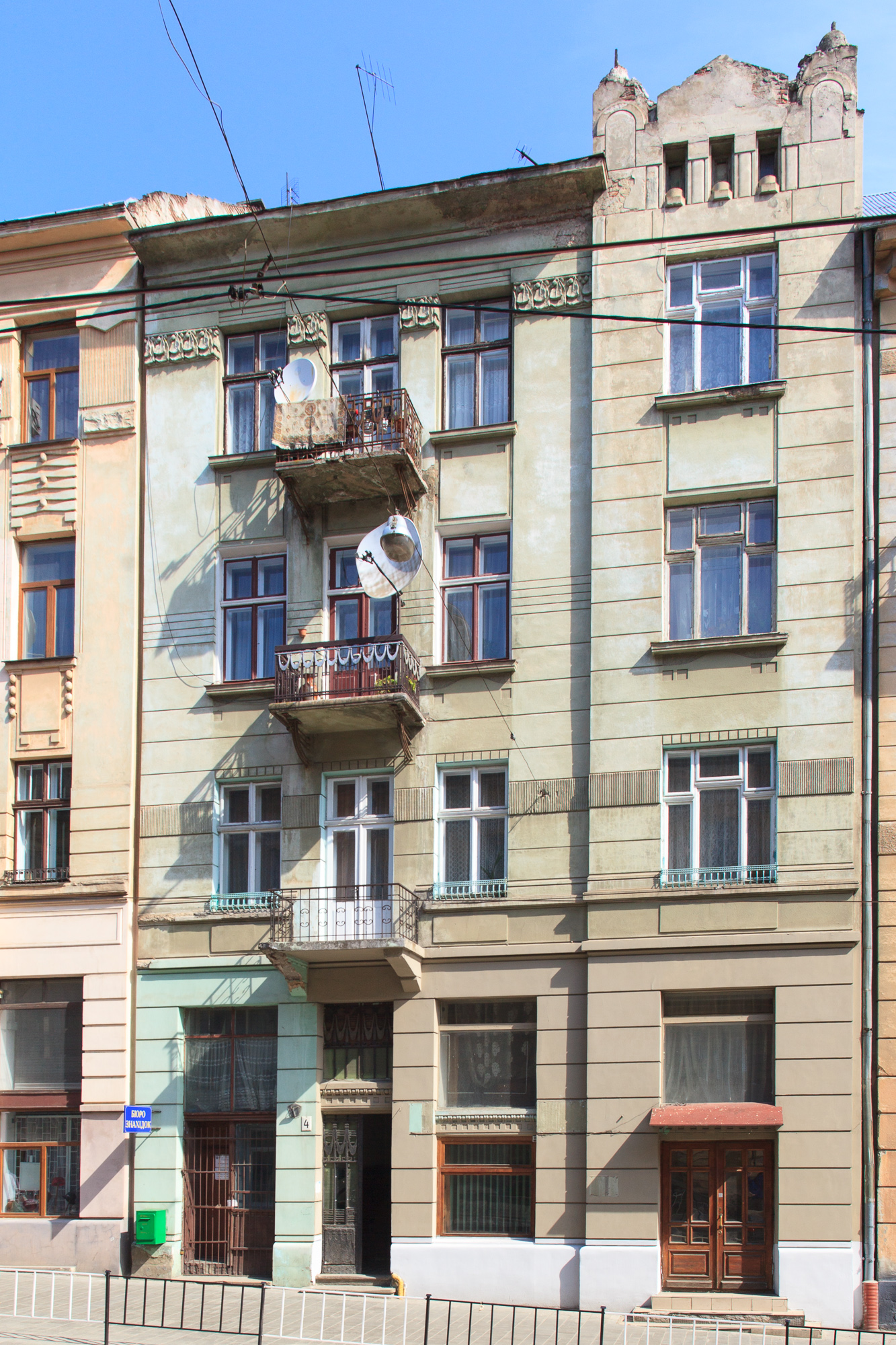
Wohnhaus
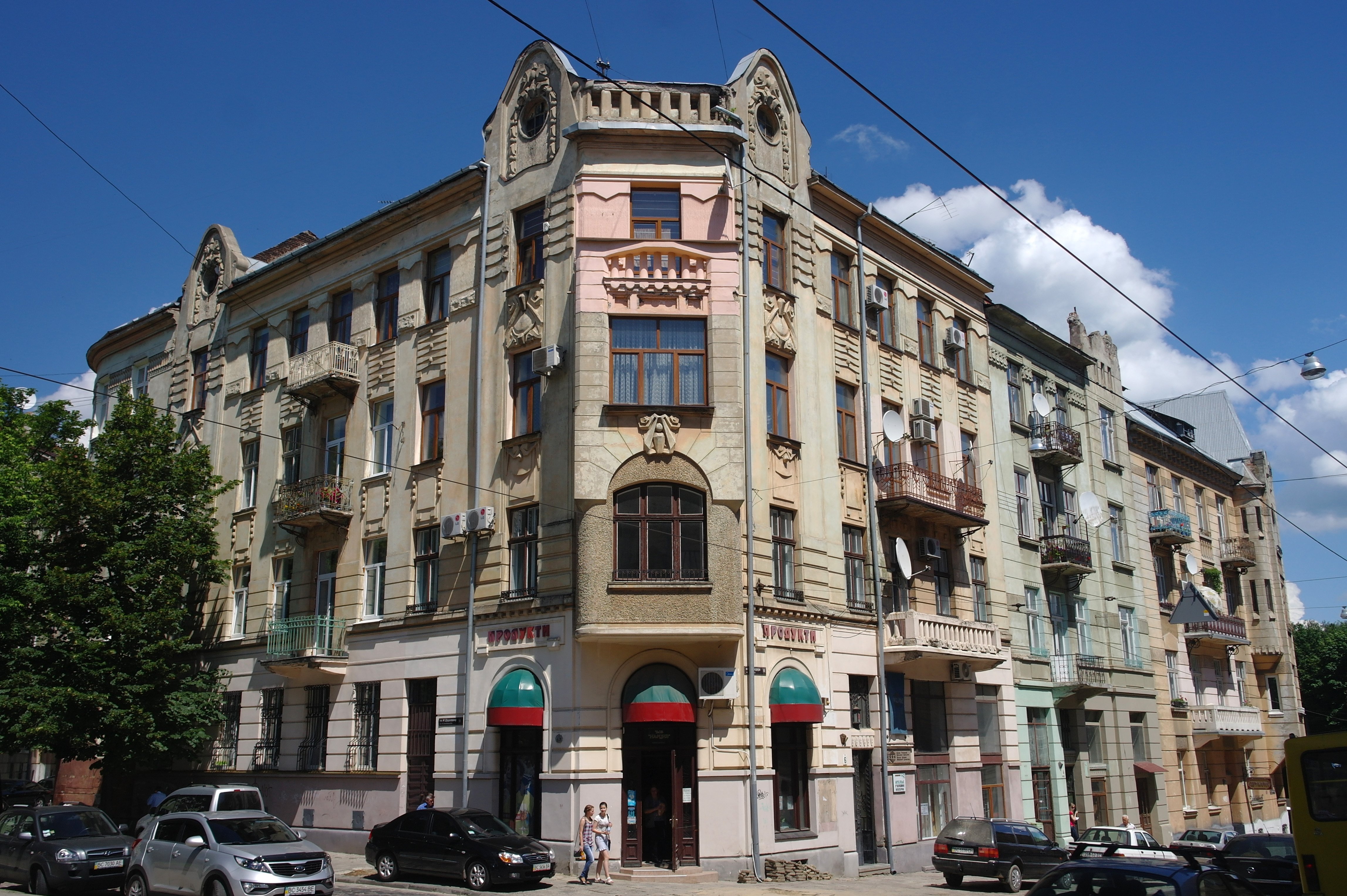
Wohnhaus
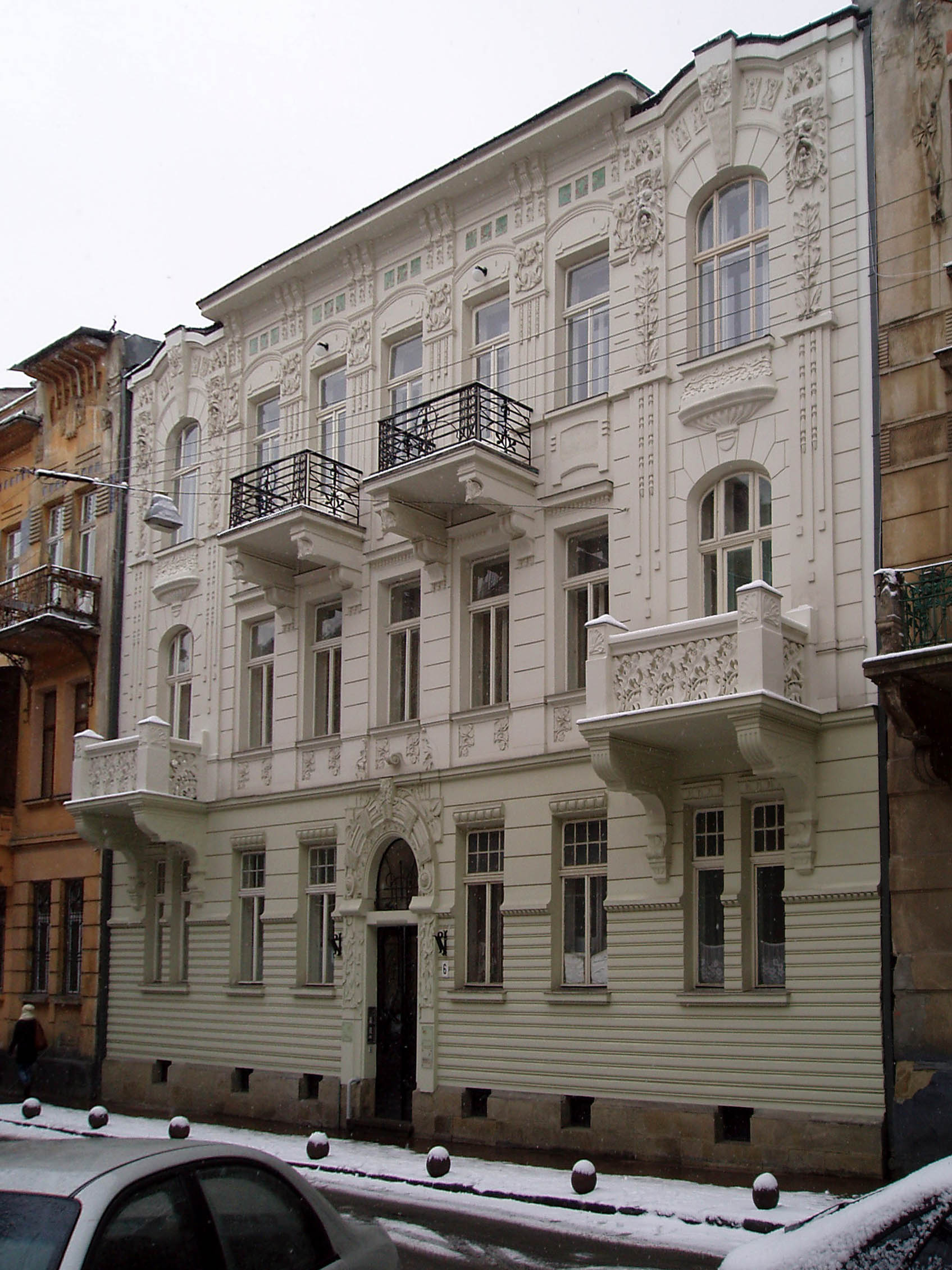
Wohnhaus
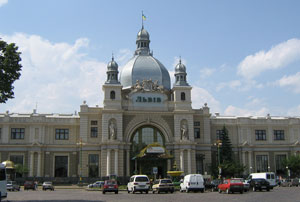
Hauptbahnhof Lwiw
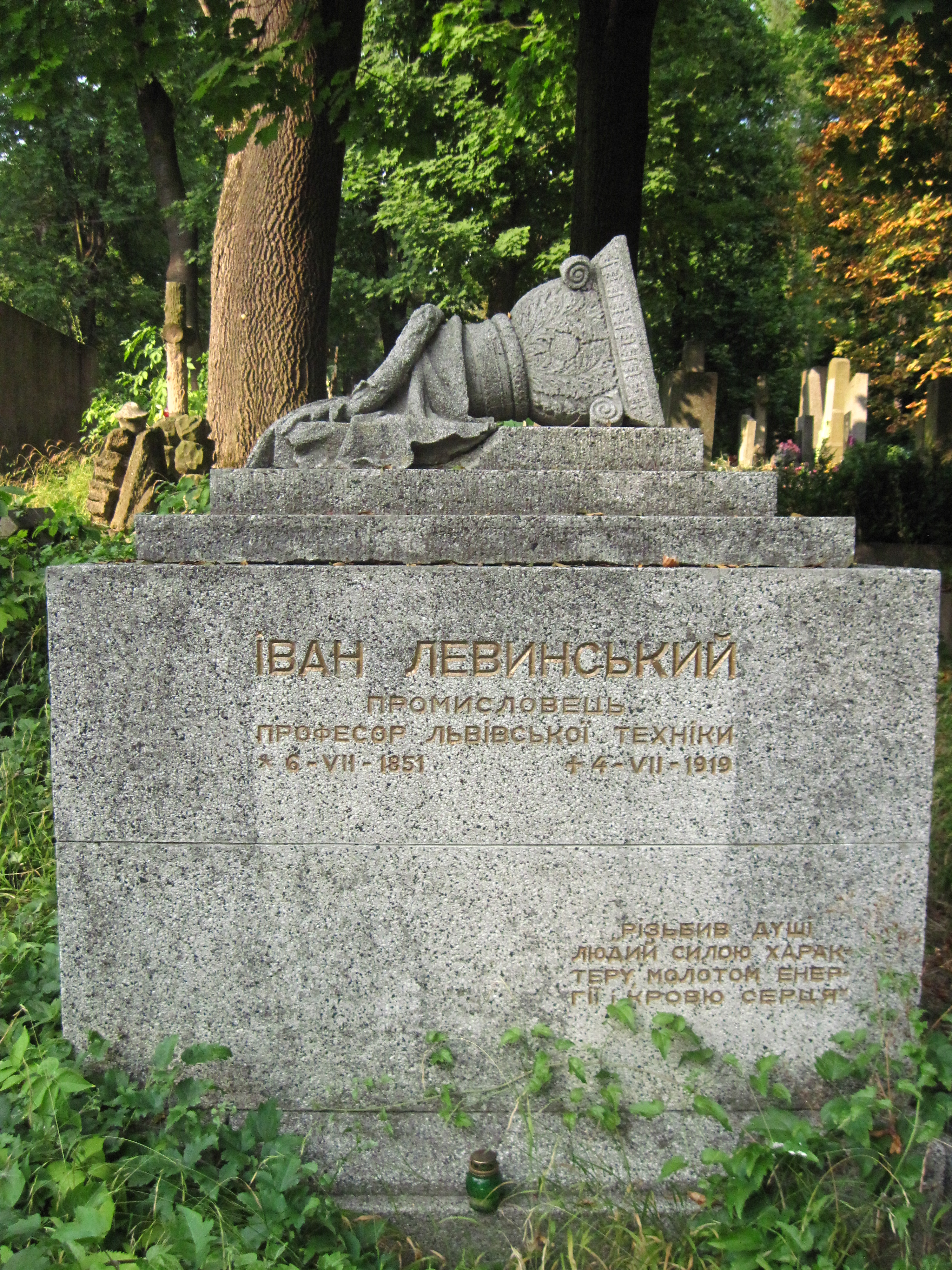
Grabmal von Iwan Lewynskyj